# Teucholabis (Teucholabis) rubroatra
Teucholabis (Teucholabis) rubroatra is een tweevleugelige uit de familie steltmuggen (Limoniidae). De soort komt voor in het Neotropisch gebied.